# 关于依法惩治“台独”顽固分子分裂国家、煽动分裂国家犯罪的意见
《关于依法惩治“台独”顽固分子分裂国家、煽动分裂国家犯罪的意见》（又俗稱“反台獨22條”、「懲獨22條」）是由中华人民共和国最高人民法院、最高人民检察院、公安部、国家安全部及司法部共计两院三部门于2024年5月26日联合印发的司法意见。该意见为根据既有《反分裂国家法》、《中华人民共和国刑法》及《中华人民共和国刑事诉讼法》等相关法律法规制定的指导性文件。意见主要针对“台独”顽固分子、台湾独立运动参与者及组织者同海峡两岸关系相关事宜。意见规定了中华人民共和国各司法与执法机构在涉及台湾独立运动以及惩治“台独”顽固分子司法过程中所应履行的职责，同时对台湾独立运动及“台独”顽固分子相关的罪行，刑罚，追诉及司法程序规范作出了规定。該規定提到台獨最重者可判处死刑，还可以缺席审判，且终身追责。

## 罪行认定
根据《关于依法惩治“台独”顽固分子分裂国家、煽动分裂国家犯罪的意见》，意见明确了有关“台独”顽固分子的两类刑事罪名的认定标准，分别为分裂国家罪与煽动分裂国家罪。

### 分裂国家罪
根据《意见》第二条，以将台湾从中国分裂出去为目的，组织、策划、实施标准所认定之行为者，依照中华人民共和国刑法第一百零三条第一款的规定，以分裂国家罪定罪处罚；其认定标准为：

（1）发起、建立“台独”分裂组织，策划、制定“台独”分裂行动纲领、计划、方案，指挥“台独”分裂组织成员或者其他人员实施分裂国家、破坏国家统一活动的；
（2）通过制定、修改、解释、废止台湾地区有关规定或者“公民投票”等方式，图谋改变台湾是中国一部分的法律地位的；
（3）通过推动台湾加入仅限主权国家参加的国际组织或者对外进行官方往来、军事联系等方式，图谋在国际社会制造“两个中国”、“一中一台”、“台湾独立”的；
（4）利用职权在教育、文化、历史、新闻传媒等领域大肆歪曲、篡改台湾是中国一部分的事实，或者打压支持两岸关系和平发展和国家统一的政党、团体、人员的；
（5）其他图谋将台湾从中国分裂出去的行为。 

此外，《意见》针对本罪行在涉及“组织犯罪”情形时的主从犯划分作出详细定义，其认定标准为：

3.在“台独”分裂犯罪集团中起组织、策划、指挥作用的，应当认定为刑法第一百零三条第一款规定的“首要分子”。
4.实施本意见第二条规定的行为，具有下列情形之一的，应当认定为刑法第一百零三条第一款规定的“罪行重大”：
（1）直接参与实施“台独”分裂组织主要分裂活动的；
（2）实施“台独”分裂活动后果严重、影响恶劣的；
（3）其他在“台独”分裂活动中起重大作用的。
5.实施本意见第二条规定的行为，具有下列情形之一的，应当认定为刑法第一百零三条第一款规定的“积极参加”：
（1）多次参与“台独”分裂组织分裂活动的；
（2）在“台独”分裂组织中起骨干作用的；
（3）在“台独”分裂组织中积极协助首要分子实施组织、领导行为的；
（4）其他积极参加的。

### 煽动分裂国家罪
根据《意见》第七条，以将台湾从中国分裂出去为目的，进行认定之行为者，依照中华人民共和国刑法第一百零三条第一款的规定，以煽动分裂国家罪定罪处罚；其认定标准为：

（1）顽固宣扬“台独”分裂主张及其分裂行动纲领、计划、方案的；
（2）其他煽动将台湾从中国分裂出去的行为。

此外，《意见》第八条针对本罪行在涉及“组织犯罪”情形时的主从犯划分作出详细定义，其认定标准为：

实施本意见第七条规定的行为，情节严重、造成严重后果或者造成特别恶劣影响的，应当认定为刑法第一百零三条第二款规定的“罪行重大”。

## 追诉期限
意见所认定之两类罪行的追诉时效期限依据《中华人民共和国刑法》设置。根据《中华人民共和国刑法》第八十七条、八十八条、八十九条和危害国家安全犯罪之规定，针对犯罪情节不同，追诉期随之变化。以《意见》认定标准内的“首要分子”或者“罪行重大”的为例，煽动分裂国家犯罪的追诉期限是十五年，分裂国家犯罪追诉期限是二十年；然而当犯罪情节存在特别恶劣、后果特别严重、依法必须追究刑事责任的情形时，既便二十年的追诉期限已过，仍可按法定程序报请最高人民检察院核准后，依法追诉。此外，《意见》明确规定了一种不设置追诉期限的特殊情况：

在公安机关、国家安全机关立案侦查或者人民法院受理案件以后，逃避侦查或者审判的，不受追诉期限的限制。

有关追诉期限的计算方式，针对“‘台独’顽固分子分裂国家、煽动分裂国家的犯罪行为有连续或者继续状态”的情况，该类情况之追诉期限从犯罪行为终了之日起计算。

## 各方反应

### 中國大陸
中共中央台辦、國務院台辦發言人陳斌華於《意见》发布聯合記者會上表示：“依法惩治“台独”顽固分子分裂国家、煽动分裂国家犯罪，合情合理合法”，并称有关措施只针对极少数人士以及他们实施的犯罪行为，不涉及广大台湾民众。8月7日，中共中央台灣工作辦公室（國務院台辦）在官網新增「依法懲治台獨頑固分子」欄目，并公开举报邮箱，向外界收集台獨罪行線索。專欄網站内「清單在列的台獨頑固分子」中列出蘇貞昌、游錫堃、吳釗燮、蕭美琴、顧立雄、蔡其昌、柯建銘、林飛帆、陳椒華、王定宇等10人的名單。
6月25日，外交部發言人毛寧在外交部記者會上回应美國國務院發言人马修·米勒对《意见》的谴责时，表示对美方有關言論表示強烈不滿和堅決反對，稱「任何外部勢力無權對此說三道四」。

### 臺灣
总统赖清德就該《意見》表示“民主不是犯罪、专制才是罪恶”，他强调中国无权制裁台湾人民，也无权跨域追溯台湾人民。
2024年6月27日，中華民國大陸委員會表示，大陸、香港、澳門近年持續增修國安法例，近日曾發生台灣民眾赴中國大陸遭扣押、盤查等情況，加上中共中央台辦與其他部門於2024年6月21日共同公布《關於依法懲治「台獨」頑固分子分裂國家、煽動分裂國家犯罪的意見》，重申對台獨勢力的零容忍態度，並試圖透過嚴厲的法律懲罰來達到震懾效果，涉及「分裂國家」者最重可判處死刑。陸委會認為，將嚴重威脅台灣民眾赴陸港澳之人身安全，經整體評估，認有必要自 6 月 27 日起提升赴陸港澳旅遊警示為「橙色」，建議台灣民眾避免非必要的旅行。
國民黨主席朱立倫回應，中國大陸對中華民國、對台灣所有民眾都沒有任何司法管轄權。最近看到的是兩岸敵意螺旋不斷上升，這是最不幸的發展方向，希望雙方相互節制，任何敵意螺旋只會造成衝突，用對抗的方式絕對比起對話，造成的衝突成本實在是太高，還是希望對話取代對抗。國民黨不分區立委柯志恩也表示，台灣是主權獨立的國家，中共中央台辦若要表達出跟台灣友好的關係，要先遞出橄欖枝，不要用這些話語，台灣民眾不會歡迎，而林右昌的措辭也不該挑釁。但還是認為，如果要維持兩岸的和平，中共中央台辦的說法與措詞不要激怒台灣的民眾，因為這樣不會讓大家覺得有辦法促進兩岸和平。
民進黨中國部發布新聞稿表示，台灣是主權獨立的國家，中華民國與中華人民共和國互不隸屬，中共從未統治過台灣一天。中國（大陸）政府片面公布的22條「懲獨意見」，對台灣不具任何管轄權或法律效力，極權中國（大陸）無權「懲戒」民主台灣。
民眾黨主席柯文哲回應，我們常說共產黨是台灣的豬隊友，中共常常再想奇怪，給惠台幾個政策一大堆，台灣人怎麼愈跑愈遠，就是這樣啊，動不動去搞這個幹什麼？「你以為你這樣講台灣人就會怕了？還是往大陸靠過去？不會嘛，你做這動作只讓台灣人跑得更遠，甚至離美國愈來愈近，不是這樣嗎？」
時代力量中央黨部發布新聞稿表示，對中國（大陸）政府來說，臺灣的自由、民主，本身就是十惡不赦的重大犯罪。時代力量表示要正告中國（大陸），文攻武嚇臺灣人民，無法改變臺灣與中國（大陸）互不隸屬的事實，也撼動不了臺灣堅持獨立自主的決心。也呼籲立法院朝野三黨，於院會提出跨黨派聲明，共同譴責中國（大陸）政府侵門踏戶的行徑。黨主席王婉諭也表示，民主的台灣，才會有自由的個人。極權的中國，只會有扭曲的奴隸，越是張牙舞爪、恐嚇威脅，都不能阻止台灣人的淡然與美麗，將此兩句送給深怕失去權力、極度缺乏不安全感的中共領導階層。

### 美國
国务院发言人马修·米勒表示，美国强烈谴责中华人民共和国官员升级局势及破坏稳定的言词和行为。美方持续敦促保持克制，切勿单边改变现状，並促请中华人民共和国与台湾进行有意义的对话。威胁和法律战无法和平解决两岸分歧。